# ولسوالی جلگه
ولسوالی جلگه یکی از ولسوالی‌های چهارده‌گانه ولایت بغلان درشرق این ولایت، دریک نقطه‌ای حساس و استراتژیک اخذ موقعیت نموده‌است، که می‌تواند ولسوالی‌های نهرین، برکه، خوست واندراب را با هم متصل بسازد، این ولسوالی ۶۲۹٫۹ کیلومترمربع مساحت دارد و سیزدهمین ولسوالی بزرگ بغلان می‌باشد. این ولسوالی با ۲۶٬۹۷۱ نفر. است جمعیت در سال ۱۳۹۹، سیزدهمین ولسوالی پر جمعیت ولایت بغلان است.

## آب و هوا
جلگه آب و هوای کاملاً چهار فصلی دارد، بهار آن بارش‌های پیهم باران و برف و هوای نسبتاً معتدل دارد، درین فصل باران شدید صورت می‌گیرد که باعث جاری شدن سیلاب که در نتیجه ای آن زمین‌های کشاورزی تخریب گردیده و راهای مواصلاتی این ولسوالی باولسوالی‌های همجوار کاملاً قطع می‌شود، درفصل تابستان هوا نسبتاً گرم گردیده باعث آب شدن برف‌های بلند کوه‌ها می‌گردد درنتیجه آب خیزی‌های سیلگونه که سبب تخریب سربندهای آب و مانع رفتن دانش آموزان به مکاتب می‌گردد، درفصل خزان هوا نسبتاً معتدل و مایل به سردی می‌گراید این فصل در ولسوالی جلگه فصل جمع‌آوری میوه جات، سبزیجات، و غله جات می‌شود. اما درفصل زمستان فصل که نام و نشان خودرا به خاطره‌ها گذاشته مردم می‌تواند در فصل قبلی آماده گی‌های لازیم خودرا اتخاذ نمایند، در این فصل هوا خیلی سرد و یخبندان است که دما دراین فصل زیر صفر می‌باشد، که باعث بندش راه‌ها نیز می‌گردد، واین فصل را می‌توان فصل ذخیره گاه آب نامید، که برف درکوه‌ها ذخیره می‌شود ودرفصل تابستان از آب شدن آن برف‌های ذخیره شده مردم از آب آن در زراعت و باغداری شان استفاده ای اعظمی می‌نمایند، حتی از آب اضافی آن ولسوالی نهرین نیز سود زیاد می‌برند. (محقق محمد قاسم آرین)

## کوه‌ها
ولسوالی جلگه درانحصار کوه‌های بلند از شرق کوه‌های چون پلفی، مالک اژدر، از غرب چون کوه زر کمر و ارتفاعات شهید، ازشمال کوه تنگی و شمال غرب کوه تیرسنگ، و از جنوب کوه ماسان و جنوب غرب کوه قصبه (سنگر مشهور مجاهدین درزمان جهاد و مقاومت).

## زیارتگاه
ولسوالی جلگه دارای زیارتگاه‌های نیز می‌باشد مانند خواجه هجران، خواجه پسته، خواجه غار، چهل چنار، خواجه کوه شیر (مالک اژدر) پنجه شاه و خواجه اولیا.

## آثار باستانی
این ولسوالی چنانچه که در اواخر دیده شده‌است دارای آثار باستانی نیز بوده‌است. مانند پوزه ای کمر (اثراز سلسله ساسانیان درآن دیده شده) به تعداد ۷۵قطعه سکه ساسانی ویک کوزه از آنجا از اثر کندن کاری سرک به تاریخ ۵/۱۲/۱۴۰۱ یافت شده‌است که فعلآ در موزیم ملی کشور ثبت و راجستر شده‌است، بالشت آیخانم که از تنگی به اثر راه و سرک سازی یافت گردیده بود به موزیم ملی انتقال گردیده‌است.

## گذرگاه‌ها
کوتل‌های مشهور ولسوالی جلگه که این ولسوالی را به ولسوالی‌های همجوار آن وصل می‌سازد این کوتل‌ها ولسوالی جلگه را در مواقع اضطرار و بندش راه مردم را کمک می‌کند تا احتیاجات شان را از ولسوالی‌های همجوار ازین طریق مرفوع سازند. کوتل شیندره و دوابی که درشمال و شمال غرب ولسوالی جلگه قرار دارند این ولسوالی را با ولسوالی نهرین وصل می‌سازد. کوتل شرشر که درشمال شرق ولسوالی جلگه قرار دارد که این ولسوالی را به ولسوالی برکه وصل می‌کند. کوتل یخپج: این کوتل در غرب ولسوالی جلگه قرار دارد که ولسوالی جلگه را نیز به ولسوالی نهرین وصل می‌کند. کوتل پلفی وخاروزار :این دوکوتل درشرق ولسوالی جلگه قرار گرفته‌است این ولسوالی را به ولسوالی خوست ولایت بغلان وصل می‌سازد. کوتل مرغ: این کوتل از مشهورترین کوتل‌های ولسوالی جلگه می‌باشد درجنوب ولسوالی جلگه موقعیت داشته که این ولسوالی را به ولسوالی ده صلاح اندراب وصل می‌سازد که از معروفترین کوتل‌های ولایت بغلان به‌شمار می‌آید که درزمان بندش سالنگ ازین کوتل به عنوان شاه راه شمال و جنوب افغانستان نیز استفاده می‌شود.
معاون: این ولسوالی از داشتن معادن به دور نبوده که معادن زیادی ذغال سنگ در دل کوه‌های خود جا داده‌است، مانند معدن ذغال سنگ یخپج، چهارده، یرم علیا، معادن سرب و یخک نیز در قریه یرم علیا موجود است.

## مراکز بهداشت و درمان
ولسوالی جلگه از نداشتن بهداشت و درمان طی سالیان زیاد رنج می‌برد خوشبختانه دراواخر یعنی درسالهای حکومت جمهوریت مورد توجه خاص قرار گرفته که چند باب کلینیک درین ولسوالی تأسیس و مورد استفاده اهالی جلگه قرار گرفت که از جمله می‌توان کلینیک بدون بستر در قریه گدری، کلینیک بدون بستر در قریه زرد اسپان و کلینیک ده بستر مرکزی ولسوالی جلگه واقع قریه محمد داد می‌باشد، ساختمان ۳۰بستر جدید را تأسیس در مرکز ولسوالی درزمان جمهوریت احداث شده اما متأسفانه تا اکنون تشکیل و پرسونل از طرف ادارات مربوطه در نظر گرفته نشده نام گرفت.

## مکاتب
ولسوالی جلگه دارای شش باب لیسه می‌باشد که عبارتند از لیسه خواجه هجران در میان قریه‌های گدری و خواجه هجران موقعیت دارد، لیسه عبدالغفار شهید در دهنه قریه ای وریچی موقعیت دارد، لیسه دخترانه و پسرانه قریه محمد داد مرکزی‌ترین و با کیفیت‌ترین لیسه‌های ولسوالی جلگه از بدو تأسیس تا اکنون می‌باشد، لیسه یرم علیا در قریه یرم علیا موقعیت دارد و لیسه ای حمیدالله شهید که در قریه سیاه ریگ اخذ موقعیت نموده‌است. متوسط‌ها: مکتب متوسطه غوری سنگ که در قریه ای گدری موقعیت دارد، متوسطه زرد اسپان و متوسطه ای خواجه اولیا که در وسط قرا ای خواجه اولیا و ماه سان که در دامنه ای کوتل مرغ موقعیت دارد. ابتدایه‌ها: ابتدایه ای سیاه ریگ در قریه گدری، ابتدایه خواجه هجران در قریه خواجه هجران، ابتدایه ای پنجشیری و دره گی درمیان پنجشیری و دره گی موقعیت دارد، ابتدایه ای پسرانه و دخترانه عبدالغفار شهید در قریه وریچی، ابتدایه یرم سفلی در قریه یرم سفلی، ابتدایه ای یخپج در قریه یخپج موقعیت دارد.
مدارس دینی: مدرسه علوم دینی سید علی سید در قریه گدری، دارالحفاظ پسرانه در قریه خواجه هجران، دار الحفاظ قریه وریچی، دارالحفاظ پسرانه و دخترانه قریه محمد داد، شایان ذکر است که در دارالحفاظ پسرانه و دخترانه ای قریه محمد داد یک دور فارغ‌التحصیل پسران و دختران دستار و چادر فضیلت را درسال ۱۴۰۱ به سر بستند، دارالحفاظ یرم سفلی، یرم علیا، زرد اسپان و دارالحفاظ سیاه ریگ.
از پژوهش محمد قاسم (آرین).

## زراعت
درین شکی نیست که مردم جلگه زراعت پیشه می‌باشند، مردم همه مصروف کشت و کار زراعت ازقبیل گندم، جو، جواری، زغر، تربک، شرشم نخود ولوبیا می‌باشد.
میوه جات: این ولسوالی درتربیت و پرورش درختان مثمر مانند سیب، بلخی (ناک) شفتالو، زرد آلو، الوبالو، گیلاس، انگور، چهارمغز، بادام، سنجد وتوت می‌باشد، از جمله مشهورترین میوه‌های آن که در بازارهای داخلی و خارجی مشتری خوبی دارند سیب و بلخی (ناک) می‌باشند.

## دامداری
مردم این ولسوالی در پرورش دام داری وطیور از تجربه ای خوبی برخوردار اند در پرورش چون بز، گوسفند، گاو، ودام طیور دست بالا دارند. که دام‌های خویش را در فصل بهار و تابستان در ییلاق‌های چون شهید، خواجه غار، خشکک، دامنه‌های کوه مالک اژدر، زرد اسپان، خواجه اولیا، ماسان، ششبند چهارده، شلخه زار، قره جنگل، تنگی، خواجه پسته، غوری سنگ که چراه گاه‌های این ولسوالی و ولسوالی‌های همجوار می‌باشند به چرا می‌برند.
جنگلات: کوه‌های این ولسوالی که بعض شان نامبرده شده و بعض شان نام برده نشده‌اند، پوشیده از درختان چون ارچه، پسته، بید، بشال، قره غاچ، مترق، زرک، یخمه، شندل، ارغوان، ایرغی وغیره می‌باشد.
درسالهای نه چندان دور حدوداً بیست سال پیش از دیدگاه محقق کاملاً کوه‌های این ولسوالی که پوشیده از جنگل بوده‌است، به اثر بی‌توجهی دولت و مردم این جنگلات کاملاً نابود گردیده ودر اواخر حدودآ ده سال قبل توجهی که مردم نمودند واز جیب شخصی شان محافظان را گماشتند تا از جنگلات مراقبت نمایند، به فضل خداوند بزرگ این جنگلات بار دیگر رنگ و رخ دیگر را به کوه‌های این ولسوالی به ارمغان آورد تا طبیعت و محیط زیست بار دیگر منظره ای زیبای را تقدیم به مردم ماحولش نماید.

## گیاهان و درختان دارویی
گیاهان و درختان دارویی مانند زرک، مترق، بربو، بوغمکی، سپند، هژدم، هزول، کروچ، زیره، شیرین بویه، یارلنگ، گزنده خار، کاسنی واسپاغول، اسمای که برگیاهان و درختان دارویی گرفته شده برگرفته شده از طرف مردم محلی و بومی می‌باشد.

## خوراکی‌های طبیعی
این ولسوالی خوراکی‌های طبیعی را در کوه‌ها و زمین‌های خویش می‌رویاند مانند: قارچ، سبدان (کچالوی کوهی) قوزه قرنی، گوشی بره، شورک، چولانی، چندکان، گندم علفک و غیره می‌باشند.
بر گرفته شده از برگه‌های تحقیقاتی محمد قاسم (آرین).

## جغرافیا
ولسوالی خواجه هجران به شکل مستطیل است و از شمال شرق با ولسوالی گذرگاه نور، از جنوب با ولسوالی ده‌صلاح، از جنوب‌غرب با ولسوالی اندراب، از غرب با ولسوالی نهرین و از شرق با ولسوالی خوست و فِرِنگ محدود می‌باشد. جلگه مرکز این ولسوالی ۹۳ کیلومتر از شهر پلخمری فاصله دارد.
ولسوالی خواجه هجران از ولسوالی‌های کوهستانی ولایت بغلان است که حدود ۱۲٫۸ نفر در هر کیلومتر مربع آن زندگی می‌کنند. آب و هوای خواجه هجران سرد و خشک است و متوسط دما ۸ درجه سانتی‌گراد است. گرم‌ترین ماه آن، ماه اسد با ۲۲ درجه سانتی‌گراد و سردترین ماه آن، ماه دلو با ۹- درجه سانتی‌گراد می‌باشد. میزان بارش به‌طور میانگین ۷۵۳ میلی‌متر در سال است. مرطوب‌ترین ماه آن، ماه حوت با ۱۷۷ میلی‌متر و خشک‌ترین ماه آن، ماه اسد با ۳ میلی‌متر بارندگی است.
| ژ                                                   | ف          | م         | آ         | م       | ژ      | ژ       | آ       | س       | اُ       | ن        | د        |
| ۴۲ ۳− ۱۵−                                           | ۱۷۷ ۲− ۱۳− | ۱۳۷ ۱۰ ۷− | ۱۶۱ ۱۹ ۲− | ۵۴ ۲۴ ۴ | ۹ ۲۸ ۸ | ۳ ۳۴ ۱۰ | ۶ ۳۳ ۱۰ | ۱۶ ۲۹ ۵ | ۳۸ ۲۱ ۱ | ۶۵ ۱۰ ۵− | ۴۵ ۱ ۱۱− |
| میانگین بالاترین و پایین‌ترین دما به مقیاس سانتیگراد |            |           |           |         |        |         |         |         |         |          |          |
| بارندگی به مقیاس میلی‌متر                            |            |           |           |         |        |         |         |         |         |          |          |
| منبع:                                               |            |           |           |         |        |         |         |         |         |          |          |

| مقیاس فارنهایت و اینچ                              | مقیاس فارنهایت و اینچ | مقیاس فارنهایت و اینچ | مقیاس فارنهایت و اینچ | مقیاس فارنهایت و اینچ | مقیاس فارنهایت و اینچ | مقیاس فارنهایت و اینچ | مقیاس فارنهایت و اینچ | مقیاس فارنهایت و اینچ | مقیاس فارنهایت و اینچ | مقیاس فارنهایت و اینچ | مقیاس فارنهایت و اینچ |
| -------------------------------------------------- | --------------------- | --------------------- | --------------------- | --------------------- | --------------------- | --------------------- | --------------------- | --------------------- | --------------------- | --------------------- | --------------------- |
| ژ                                                  | ف                     | م                     | آ                     | م                     | ژ                     | ژ                     | آ                     | س                     | اُ                     | ن                     | د                     |
| ۱٫۷ ۲۷۵                                            | ۷ ۲۸۹                 | ۵٫۴ ۵۰۱۹              | ۶٫۳ ۶۶۲۸              | ۲٫۱ ۷۵۳۹              | ۰٫۴ ۸۲۴۶              | ۰٫۱ ۹۳۵۰              | ۰٫۲ ۹۱۵۰              | ۰٫۶ ۸۴۴۱              | ۱٫۵ ۷۰۳۴              | ۲٫۶ ۵۰۲۳              | ۱٫۸ ۳۴۱۲              |
| میانگین بالاترین و پایین‌ترین دما به مقیاس فارنهایت |                       |                       |                       |                       |                       |                       |                       |                       |                       |                       |                       |
| بارندگی به مقیاس اینچ                              |                       |                       |                       |                       |                       |                       |                       |                       |                       |                       |                       |

| ژ                                                   | ف          | م         | آ         | م       | ژ      | ژ       | آ       | س       | اُ       | ن        | د        |
| ۴۲ ۳− ۱۵−                                           | ۱۷۷ ۲− ۱۳− | ۱۳۷ ۱۰ ۷− | ۱۶۱ ۱۹ ۲− | ۵۴ ۲۴ ۴ | ۹ ۲۸ ۸ | ۳ ۳۴ ۱۰ | ۶ ۳۳ ۱۰ | ۱۶ ۲۹ ۵ | ۳۸ ۲۱ ۱ | ۶۵ ۱۰ ۵− | ۴۵ ۱ ۱۱− |
| میانگین بالاترین و پایین‌ترین دما به مقیاس سانتیگراد |            |           |           |         |        |         |         |         |         |          |          |
| بارندگی به مقیاس میلی‌متر                            |            |           |           |         |        |         |         |         |         |          |          |
| منبع:                                               |            |           |           |         |        |         |         |         |         |          |          |

| مقیاس فارنهایت و اینچ                              | مقیاس فارنهایت و اینچ | مقیاس فارنهایت و اینچ | مقیاس فارنهایت و اینچ | مقیاس فارنهایت و اینچ | مقیاس فارنهایت و اینچ | مقیاس فارنهایت و اینچ | مقیاس فارنهایت و اینچ | مقیاس فارنهایت و اینچ | مقیاس فارنهایت و اینچ | مقیاس فارنهایت و اینچ | مقیاس فارنهایت و اینچ |
| -------------------------------------------------- | --------------------- | --------------------- | --------------------- | --------------------- | --------------------- | --------------------- | --------------------- | --------------------- | --------------------- | --------------------- | --------------------- |
| ژ                                                  | ف                     | م                     | آ                     | م                     | ژ                     | ژ                     | آ                     | س                     | اُ                     | ن                     | د                     |
| ۱٫۷ ۲۷۵                                            | ۷ ۲۸۹                 | ۵٫۴ ۵۰۱۹              | ۶٫۳ ۶۶۲۸              | ۲٫۱ ۷۵۳۹              | ۰٫۴ ۸۲۴۶              | ۰٫۱ ۹۳۵۰              | ۰٫۲ ۹۱۵۰              | ۰٫۶ ۸۴۴۱              | ۱٫۵ ۷۰۳۴              | ۲٫۶ ۵۰۲۳              | ۱٫۸ ۳۴۱۲              |
| میانگین بالاترین و پایین‌ترین دما به مقیاس فارنهایت |                       |                       |                       |                       |                       |                       |                       |                       |                       |                       |                       |
| بارندگی به مقیاس اینچ                              |                       |                       |                       |                       |                       |                       |                       |                       |                       |                       |                       |